# Głęboka (obwód iwanofrankiwski)
Głęboka (ukr. Глибока) – wieś na Ukrainie, w  obwodzie iwanofrankiwskim, w rejonie kołomyjskim.